# Cnemoscopus rubrirostris
Cnemoscopus rubrirostris е вид птица от семейство Тангарови (Thraupidae), единствен представител на род Cnemoscopus.

## Разпространение
Видът е разпространен в Боливия, Венецуела, Еквадор, Колумбия и Перу.